# 1816 en Grèce ottomane
Chronologie de la Grèce ottomane
- 1812
- 1813
- 1814
- 1815
- 1816
- 1817
- 1818
- 1819
- 1820

Cette page concerne les évènements survenus en 1816 en Grèce ottomane  :

## Naissance
- George Colvocoresses (en), officier de la marine américaine.
- Efstáthios Iliópoulos (el), personnalité politique.
- Loukás Karalívanos (el), archéologue.
- Andréas Kriezís (el), peintre.
- Stamátios Koryzís (el), personnalité politique.
- KonstantÍnos Mavrogíannis (el), médecin et professeur d'université.
- Iraklís Mitsópoulos (el), physicien, archéologue, minéralogiste et géologue grec.
- Iosíf Momferátos (el), personnalité politique.
- Vasílios Nikolópoulos (el), personnalité politique.

## Décès
- Stamatélos Tourkolékas (el), klephte.